# Joop Vermeulen
Johannes Adrianus Vermeulen (Zwammerdam, 21 oktober 1907 - Rotterdam, 10 november 1984) was een Nederlandse langeafstandsloper, die in de marathon was gespecialiseerd.
Op de Olympische Zomerspelen van 1928 in Amsterdam was hij een van de zes Nederlanders die uitkwam op de olympische marathon. Hij finishte als 54e in 3:13.47. Snelste Nederlander in deze wedstrijd was Henri Landheer, die in 2:51.59 over de finish kwam.
In zijn actieve tijd was Vermeulen aangesloten bij Door Oefening Sterk (DOS) in Rotterdam. Hij overleed op 77-jarige leeftijd in Rotterdam.

## Palmares

### marathon
- 1928: 54e OS - 3:13.47